# Mesa de Frías
Mesa de Frías är en ort i Mexiko.   Den ligger i kommunen Nochistlán de Mejía och delstaten Zacatecas, i den centrala delen av landet, 400 km nordväst om huvudstaden Mexico City. Mesa de Frías ligger 2 378 meter över havet och antalet invånare är 116.
Terrängen runt Mesa de Frías är huvudsakligen kuperad. Mesa de Frías ligger uppe på en höjd. Runt Mesa de Frías är det ganska glesbefolkat, med 27 invånare per kvadratkilometer. Närmaste större samhälle är Nochistlán, 10,6 km söder om Mesa de Frías. I omgivningarna runt Mesa de Frías växer huvudsakligen savannskog.